# Buxaie

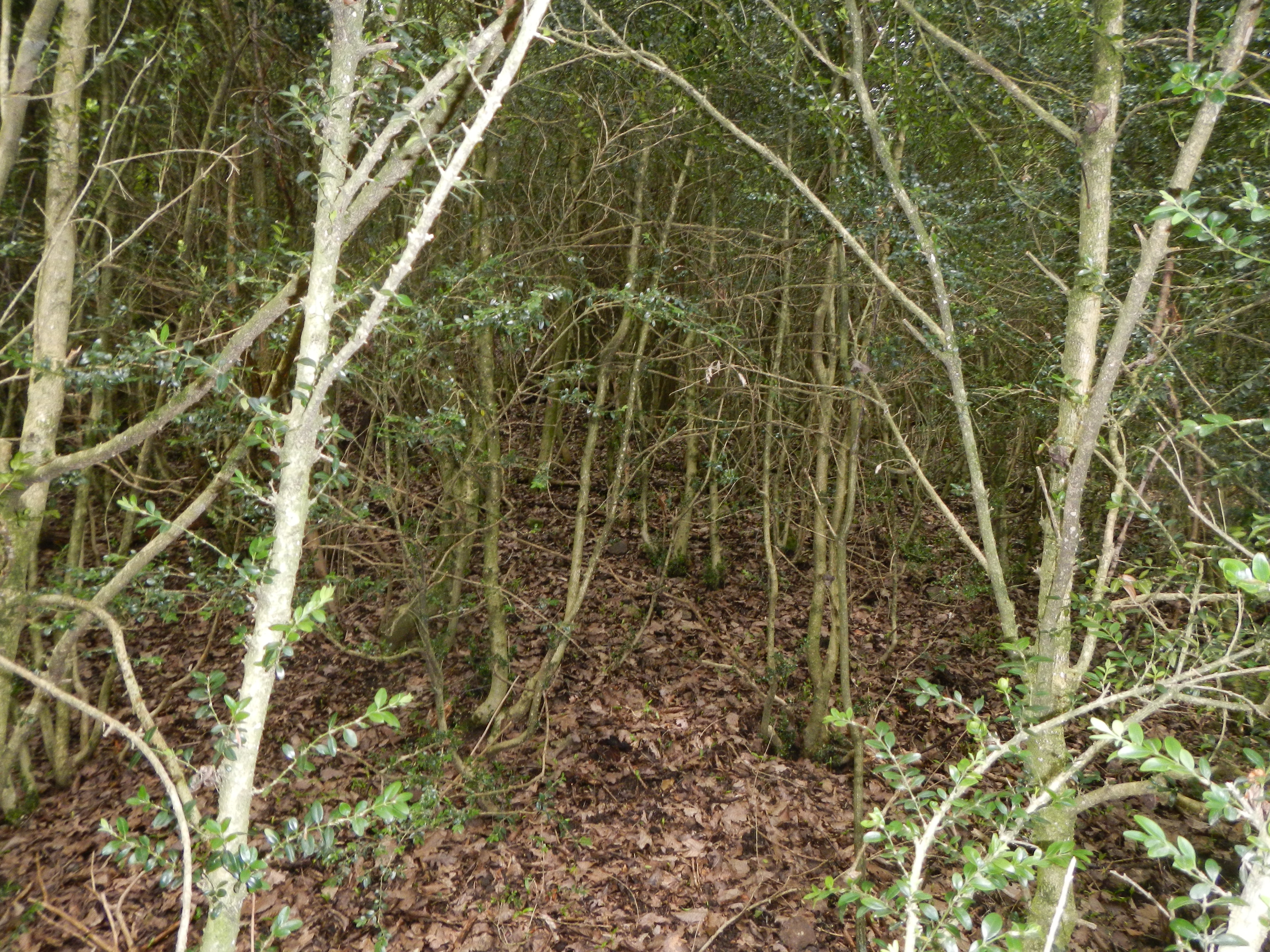
La buxaie du Pällembësch près de Rettel en Lorraine. Une buxaie dense ne laisse pas diffuser suffisamment de lumière au sol pour le développement d'une strate herbacée.

Une buxaie est une forêt où prédomine le buis (Buxus sempervirens). À côté de buxaie on trouve également les dénominations buissaie et plus rarement buxeraie.

## Étymologie
Buxaie est dérivé du nom latin du genre Buxus.

## Toponymie
Les toponymes Bouxières, Boussières et Buxy dérivent également du nom latin du genre Buxus.